# Yayo (Lana Del Rey)
Yayo è un brano musicale scritto e interpretato dalla cantautrice statunitense Lana Del Rey, contenuto nel primo EP della cantante, Kill Kill, nell'album di debutto, Lana Del Ray, e nel terzo EP, Paradise. I primi due contengono la versione originale, rilasciata dall'etichetta indipendente 5 Point Records e prodotta da David Kahne, per essere poi rimasterizzata da Emile Haynie e Dan Heath per Paradise.

## Accoglienza della critica
The Huffington Post ha screditato Yayo, insieme a Bel Air, definendole "superflue". In disaccordo con quest'opinione, Carl Williot di Idolator ha scritto che Yayo avrebbe dovuto essere un singolo poiché è la migliore canzone contenuta nell'EP. Asserendo che il brano sia il più interessante del repertorio di Lana Del Rey, Williot ha paragonato la storia narrata nel testo con la vicenda di Anna Nicole Smith e ha detto che è "vertiginosa" e "burlesque". Digital Spy ha dichiarato che in Yayo la cantante mostra una certa stravaganza. Puntualizzando che essa sia una delle tipiche canzoni da "ragazzaccia" della Del Rey, Lancaster Online cita Yayo come una delle migliori canzoni mai scritte dalla cantautrice, aggiungendo: "Non credo che io stia esagerando nel dichiarare ciò." Il giornale di musica Indie Drowned in Sound ha evidenziato il cambio di tempo che "Yayo" ha portato in  Paradise. Elogiandolo, Drowned in Sound definisce il brano  "brillantemente bella...incertezza fugace, rammarico dagli occhi iniettati di sangue alle 4 del mattino e un senso di completezza, a soltanto un passo dal collasso." Slant Magazine scrive: "Yayo è un insieme delle imprecazioni di Lolita e di una sessualità da abbronzatura a bordo piscina, impacchettate in una produzione di archi esili. Si basa sullo stesso tipo di ripetizioni ritmiche che incontriamo in tracce come American e Body Electric, tutte conducono con forza verso uno scheletro atmosferico prestabilito." Esordendo dicendo "possiamo vivere senza Yayo", So So Gay dà alla canzone il merito di possedere, "una grande attrattiva grazie alla sensazione jazz che conferisce all'album, ma che perde a causa di una serie di sfoggi vocali che rendono la traccia, a dire il vero, un po' fastidiosa...", per poi concludere aggiungendo che la canzone "non ha nulla a che fare con la traccia di chiusura, 'Bel Air'."

## Video musicale
Prima di firmare un contratto con un'etichetta major, Lana Del Rey produsse un video per Yayo. Secondo quanto detto dalla critica Amy Sciarretto, specializzata in musica Pop, il video mostrava delle riprese della cantante stessa ad un luna park, giustapposta alle vocalità basse e tetre. "Il risultato è una specie di cortometraggio noir in cui nulla è chiaro e tutto è riservato all'immaginazione.", ha aggiunto la Sciarretto. In conclusione, ha detto anche:
"Ma a giudicare dal testo della canzone, l'uomo che si vede nel filmato è probabilmente suo padre o comunque una figura paterna di qualche genere. La cantante fa una danza con addosso il top di un bikini e pantaloncini corti, chiedendo al suo 'papino' se può fare un balletto per lui. Vi sembra melenso? In superficie, lo è. Ma capiamo il sentimento e non è così. Sembra che molti pezzi siano ripetuti di continuo nel corso dei sei minuti e non c'è neanche un filo narrativo chiaro. Impartisce un messaggio di distanza o di perdita attraverso la prospettiva in prima persona. Ti lascia il bisogno di mettere in ordine il filmato, assemblare le tue percezioni del materiale e trarre le dovute conclusioni, il che lo rende un video che non puoi guardare una volta sola."

## Classifiche
| Classifica (2012) | Posizione massima |
| ----------------- | ----------------- |
| Francia           | 120               |